# 302

## Sự kiện
Nhà Tào Ngụy ở Trung Quốc bị sụp đổ
Năm 302 là một năm trong lịch Julius. 